# The Del-Vikings

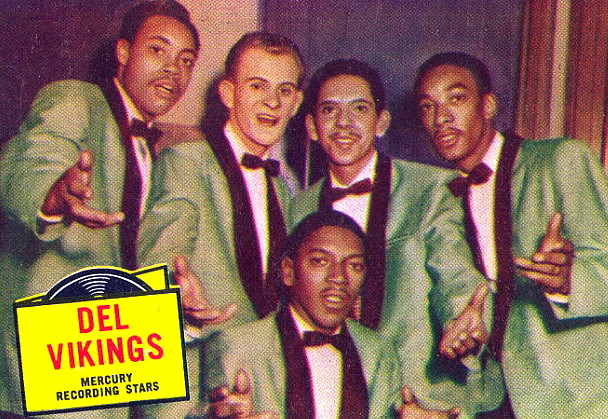
The Del-Vikings (1957).

The Del-Vikings, également connu sous le nom de The Dell-Vikings, sont un groupe américain de doo-wop originaire de Pittsburgh qui a connu le succès dans les années 1950. Depuis la création du groupe en 1955, différents membres en ont fait partie au fil des décennies suivantes. L'un des plus connus est Gus Backus. Il a notamment compté un autre membre Chuck Jackson, de 1957 à 1959, qui aura par la suite entamé une brillante carrière solo et sera l'un des pionniers du rhythm and blues.
Le groupe est connu pour être l'un des rares groupes de musique mêlant blancs et noirs qui a eu du succès dans les années 1950.
Les tubes du groupe sont utilisés dans de nombreux films comme American Graffiti (1973), American Hot Wax (1978), The Hollywood Knights (1980), Diner (1982), Stand by Me (1986) ou encore Joe contre le volcan (1990).

## Chansons
- Come Go with Me (1956)